# Ночеле (Катанцаро)
Ночеле је насеље у Италији у округу Катанцаро, региону Калабрија.
Према процени из 2011. у насељу је живело 116 становника. Насеље се налази на надморској висини од 196 м.